# Elecciones estatales de Hamburgo de 1949
El 16 de octubre de 1949, la elección de la segunda legislatura del Parlamento de Hamburgo tuvo lugar.

## Elección
Durante la primera Legislatura se había aprobado una nueva ley electoral, la cual consistía en la elección de 120 diputados en vez de 110, lo que comprendía una mayoría de 61 escaños y un período legislativo de cuatro años de duración (anteriormente eran tres años). No existía una cláusula de barrera. Asimismo, también se abolió el sistema de first-past-the-post utilizado en la elección anterior. Para estas elecciones se formó una coalición denominada Vaterstädtischer Bund Hamburg (VBH), la cual agrupaba a todos los partidos de derecha, excepto el Partido Alemán (DP) el cual participaba por primera vez en una elección en Hamburgo tras su fundación en 1947 y que no se convirtió en miembro de la  coalición por insistencia del FDP. La coalición redujo su votación en casi once puntos porcentuales, en tanto el SPD obtuvo la mayoría absoluta de escaños.
La participación fue del 70,5%, casi 10 puntos porcentuales por debajo de la elección de 1946.

### Resultados
Los resultados fueron:
| Partido | Partido                   | Votos   | %      | Escaños |
| ------- | ------------------------- | ------- | ------ | ------- |
|         | SPD                       | 337.697 | 42,8 % | 65      |
|         | VBH                       | 272.649 | 34,5 % | 40      |
|         | DP                        | 104.728 | 13,3 % | 9       |
|         | KPD                       | 58.134  | 7,4 %  | 5       |
|         | RSF                       | 15.505  | 2,0 %  | 1       |
|         | FKB                       | 353     | 0,0 %  | —       |
|         | Candidatos independientes | 174     | 0,0 %  | —       |